# Durango-Durango Emakumeen Saria 2019
La 18e édition de la Durango-Durango Emakumeen Saria a eu lieu le 20 mai 2019. La course fait partie du calendrier international féminin UCI 2019 en catégorie 1.2. Elle est remportée par l'Australienne Lucy Kennedy.

## Récit de la course
La formation Mitchelton-Scott profite de sa supériorité numérique. Lucy Kennedy s'impose devant Amanda Spratt et Soraya Paladin.

## Classements

### Classement final
| \| Classement général \| Classement général \| Classement général \| Classement général \| Classement général \| \| Coureuse \| Coureuse \| Pays \| Équipe \| Temps \| \| ------------------ \| ------------------ \| ------------------ \| ---------------------------------- \| ------------------ \| \| 1re \| Lucy Kennedy \| Australie \| Mitchelton-Scott \| 2 h 56 min 37 s \| \| 2e \| Amanda Spratt \| Australie \| Mitchelton-Scott \| + 26 s \| \| 3e \| Soraya Paladin \| Italie \| Alé Cipollini \| + 26 s \| \| 4e \| Shara Marche \| Australie \| FDJ-Nouvelle Aquitaine-Futuroscope \| + 28 s \| \| 5e \| Amy Pieters \| Pays-Bas \| Boels Dolmans \| + 59 s \| \| 6e \| Urša Pintar \| Slovénie \| BTC City Ljubljana \| + 1 min 10 s \| \| 7e \| Jolien D'Hoore \| Belgique \| Boels Dolmans \| + 3 min 32 s \| \| 8e \| Charlotte Becker \| Allemagne \| FDJ-Nouvelle Aquitaine-Futuroscope \| + 3 min 32 s \| \| 9e \| Elena Cecchini \| Italie \| Canyon-SRAM Racing \| + 3 min 35 s \| \| 10e \| Alicia González \| Espagne \| Movistar Team \| + 3 min 37 s \| |                  |           |                                    |                 |
| |                  |           |                                    |                 |
| Source : Cycling Quotient |                  |           |                                    |                 |
| Classement général |                  |           |                                    |                 |
| Coureuse | Coureuse         | Pays      | Équipe                             | Temps           |
| 1re | Lucy Kennedy     | Australie | Mitchelton-Scott                   | 2 h 56 min 37 s |
| 2e | Amanda Spratt    | Australie | Mitchelton-Scott                   | + 26 s          |
| 3e | Soraya Paladin   | Italie    | Alé Cipollini                      | + 26 s          |
| 4e | Shara Marche     | Australie | FDJ-Nouvelle Aquitaine-Futuroscope | + 28 s          |
| 5e | Amy Pieters      | Pays-Bas  | Boels Dolmans                      | + 59 s          |
| 6e | Urša Pintar      | Slovénie  | BTC City Ljubljana                 | + 1 min 10 s    |
| 7e | Jolien D'Hoore   | Belgique  | Boels Dolmans                      | + 3 min 32 s    |
| 8e | Charlotte Becker | Allemagne | FDJ-Nouvelle Aquitaine-Futuroscope | + 3 min 32 s    |
| 9e | Elena Cecchini   | Italie    | Canyon-SRAM Racing                 | + 3 min 35 s    |
| 10e | Alicia González  | Espagne   | Movistar Team                      | + 3 min 37 s    |

### Points UCI
| Position           | 1er | 2e | 3e | 4e | 5e | 6e | 7e | 8e à 10e |
| Classement général | 40  | 30 | 25 | 20 | 15 | 10 | 5  | 3        |